# Asmate arenacearia
Asmate arenacearia är en fjärilsart som beskrevs av Ignaz Schiffermüller. Asmate arenacearia ingår i släktet Asmate och familjen mätare. Inga underarter finns listade i Catalogue of Life.